# 约尔马·萨尔米
约尔马·萨尔米（芬蘭語：Jorma Salmi，1933年5月6日—2016年5月24日），芬兰男子冰球运动员，场上位置是前锋。他曾代表芬兰国家队参加1960年冬季奥林匹克运动会冰球比赛，获得第7名。